# Distrito de San Jerónimo de Tunán
El distrito de San Jerónimo de Tunán de la provincia de Huancayo (departamento de Junín) es uno de los veintiocho que conforman dicha provincia.
Ubicado en el Departamento de Junín, bajo la administración del  Gobierno Regional de Junín, en la Margen Izquierda del Valle del Mantaro a 16 km al norte de la ciudad de Huancayo, en el Perú. Limita por el norte y por el oeste con la Provincia de Concepción; al este, con los distritos de  Ingenio y Quílcas; y, al sur con el Distrito de San Pedro de Saño.
Desde el punto de vista jerárquico de la Iglesia católica forma parte de la Arquidiócesis de Huancayo.

## Historia
San Jerónimo de Tunán fue fundado como distrito en el año 1854, aunque ya existía como un pueblo español desde el siglo XVI.

## Geografía
El territorio de este distrito se extiende en 20,99 km² y tiene un altitud de 3 274 metros sobre el nivel del mar.

## Capital
En el distrito se encuentra el pueblo de San Jerónimo, capital del distrito, donde existen varios talleres artesanales que se dedican a la orfebrería en plata y oro. Los trabajos de los artesanos de San Jerónimo son reconocidos a nivel regional y nacional.
El resto del distrito es eminentemente agrícola. San Jerónimo de Tunán se encuentra geográficamente dividido en 8 barrios, La Esperanza, 2 de Mayo, Huando, Pumacusma, Tunán, San Cristóbal, Tambo Anya y Santa Rosa.

## Población
Con una población de 11601 habitantes según el censo 2017 - XII Censo de Población y VII de Vivienda y III de Comunidades Indígenas.

## Autoridades

### Municipales
- 2023-2026[3]
  - Alcalde: Benito Stany Aguilar Rojas
- 2019-2022
  - Alcalde: Ing. Freddy Pablo Sachahuaman Palacios.
- 2015-2018[4]
  - Alcalde: Aldo Joel Martínez Véliz, Movimiento Junín Sostenible con su Gente(JSG).
  - Regidores: Irma Luz Paredes Pomalaza (JSG), Ángel Jesús Suazo Riveros (JSG), Ana Rosario Cuestas Meza (JSG), Marie Clara Esponda Coronel (JSG), Rully Abraham Zevallos Ponce (Trabajemos por San Jerónimo).
- 2011-2014[5][6]
  - Alcalde: Jhonny Mario Astucuri, Alianza Regional Junín Sostenible (JS).
  - Regidores: Teófilo Eusebio Indigoyen Ramírez (JS), Alejandro Inocente Sánchez Capcha (JS), Vilma Rosa Martínez Malpica (JS), Edwin Fausto Guerra Chuquimantari (JS), Edith Marleny Ventura Malpica de Esponda (Convergencia Regional Descentralista).
- 2007-2010
  - Alcalde: Wilfredo Severo León Suazo.
- 2003-2006
  - Alcalde: Jesús Vargas Párraga.
- 1999-2002
  - Alcalde: Arq. Gerardo Solórzano Laureano.

### Policiales
- Comisaría 
  - Comisario: Capitán PNP Enrique Porras Mescua

s

### Religiosas
- Arquidiócesis de Huancayo[7]
  - Arzobispo: Mons. Luis Alberto Huamán Camayo, O.M.I.
- Parroquia[8]
  - Párroco: Pbro. Carlos Guzmán Ramos.
- Iglesias evangélicas: Como la IEPJ.- Pastores: Mamerto Ramos y Gloria Travezaño

## Educación

### Instituciones educativas
- INEI  23
- IE Esteban Sanabria Maraví
- IE Rosa de Lima
- IE 30243 Milán Urbano Véliz Pomalaza
- IE 30244 Juana Guerra Chávez
- IE Luz Villar Urdaniga
- IE Leonardo da Vinci
- IE 30260 San Jerónimo
- IE 256 Elizabeth Révolo Ampuero
- IE 30245 Mario Sánchez Mayta

### Academias
- Academia inicial, primaria, secundaria, preuniversitaria y COAR: "Aaron".

## Clima y agricultura
Su clima es templado, seco con días de intenso calor envuelto con un cielo azul, y contrariamente con noches frías entre los meses de abril a septiembre.
Con vientos en el mes de agosto, y la época de lluvias es de octubre a marzo, lo cual se aprovecha para la agricultura con sembríos de maíz, papas, quinua, tarwi, frijoles, arvejas habas, linaza, y en las zonas altas ocas, mashua, ollucos, cebada, trigo, así como una variedad de hortalizas, entre otros productos...

## Turismo y comercio
San Jerónimo de Tunán, es un pueblo de la sierra central, ubicado en el corazón del Valle del Mantaro, es una pequeña ciudad próspera desarrollando sus actividades mayoritariamente al agro, a la artesanía enfocándose en la transformación de la plata en bellos adornos denominados filigranas, esculturas y joyería en general.
Los restos arqueológicos de Uniskh Kuto, se encuentran ubicados en la ladera oeste de la cima del Cerro de Kusi - Patak, dentro de la jurisdicción del paraje de Pichas, comprensión del legendario barrio de Kollana - Guand, otrora morada de los Urin - Wanka en el distrito de San Jerónimo de Tunán....

## Folclore: la danza de Los Avelinos
La danza de Los Avelinos, tiene su origen ancestral en la infausta Guerra del Pacífico, allá por los años de 1879 a 1883, en la que durante la Campaña de resistencia", muchos hijos de San Jerónimo de Tunán,integrando entre ellos sus anexos como Antacoto (hoy Saño) ofrendaron su vida en defensa de su tierra natal y de la tierra de sus antepasados. 
San Jerónimo, distrito de Huancayo, es el auténtico pueblo y cuna de los Avelinos. Esta danza se presenta todos los años con ocasión de las fiesta tradicionales del 16 de agosto en honor al venerable médico San Roque, la efigie o Huamani más majestuoso que el pueblo eligió al invencible héroe de las cumbres y valles de las tierras terrígenas de los Wankas. 
Vestimenta:
los danzantes llevan zapatos negros,algunos lo hacen con ojotas, acompañándolo de saco y pantalón.
Esta danza, Los Avelinos de San Jerónimo de Tunán, fue declarada por el Instituto Nacional de Cultura como Patrimonio Cultural de la Nación mediante resolución directoral nacional n.º 1013/INC el 31 de julio de 2008.